# Željko Ivanek
Željko Ivanek (* 15. srpna 1957, Lublaň, Slovinsko) je slovinsko-americký herec, který se proslavil především rolí Raye Fiskeho v seriálu Patty Hewes – nebezpečná advokátka (2007–2010). Za výkon v seriálu získal cenu Emmy v kategorii nejlepší mužský herecký výkon ve vedlejší roli. Mimo to si zahrál v seriálech Zločin v ulicích (1997–1997), Oz (1997–2003), 24 hodin (2002), Hrdinové (2009) a Událost (2010–2011). Během let 2014 až 2019 hrál v dramatickém seriálu stanice CBS Paní ministryně.
Během své kariéry si také zahrál ve filmech jako Černý jeřáb sestřelen (2001), Hannibal (2001), Manchurianský kandidát (2004), Skandál (2006), V Bruggách (2008), Sedm psychopatů (2012), Argo (2012), X-Men: Apokalypsa (2016) a Tři billboardy kousek za Ebbingem (2017).